# Flying Free
«Flying Free» es una canción de música mákina asociada a la discoteca española Pont Aeri. Sus autores son el productor Dj Ruboy y Dj Skudero. La intérprete es Marian Dacal.
El tema forma parte del maxisencillo Pont Aeri vol. 4, que salió a la venta en mayo de 1999 a través del sello Bit Music de la discográfica Divucsa. A raíz de su éxito comercial, se la considera una de las canciones más representativas de la música electrónica española en los años 1990.

## Historia
La idea para componer «Flying Free» estaba asociada a la discoteca Pont Aeri de Tarrasa (Barcelona, España), en aquella época una de las más relevantes dentro de la música mákina. La sala ya había lanzado tres álbumes con remezclas de las canciones que sonaban allí, primero con Max Music y después con Bit Music (Divucsa), y en 1999 preparaba la publicación del cuarto trabajo, Pont Aeri Vol.4.
A diferencia de los tres primeros álbumes, los hermanos Escudero —Dj Skudero y Xavi Metralla— y el productor Rubén Moreno —Dj Ruboy— apostaron por una canción con letra que pudiera promocionar su trabajo en las radios comerciales. La intérprete elegida fue Marian Dacal, una cantante británica afincada en Barcelona que antes del «Flying Free» había sido vocalista del grupo dance Scanners, creado por los hermanos Xasqui y Toni Ten.
Al comienzo de la canción suena un sample de «Open Sesame's», un tema de 1992 interpretado por Leila K. También se utiliza parte de la melodía de «World Of Fantasy (Zauberflöte)» de T.B.R. El sencillo fue producido a 158 bpm, frente a los 160 bpm de los temas mákina habituales.
«Flying Free» formó parte del disco Pont Aeri Vol.4, publicado en mayo de 1999, y a finales del mismo año se había convertido en un éxito de ventas. A raíz de su buena acogida, Pont Aeri desarrolló una marca propia con nuevos álbumes, grupos musicales y giras por programas de televisión como Música sí (TVE). Además otras salas catalanas como Scorpia (Igualada) y Chasis (Mataró) se animaron a promocionar sus propios álbumes, dando un impulso comercial al género mákina.
El sencillo fue reconocido en el año 2000 con dos premios de la revista Deejay a la «mejor canción comercial española» y a la «mejor canción mákina».
A pesar de que Pont Aeri cerró sus puertas en 2012, «Flying Free» se ha convertido en una canción asociada a la década de 1990 y continúa sonando en fiestas populares, bodas y programas de televisión.

## Sencillos

### Versión original (1999)
- Cara A: «Flying Free» (6:46) (Ruboy, M. Escudero, X. Escudero, Dacal)
- Cara B: «Flying Free (Instrumental)» (6:46) (Ruboy, M. Escudero, X. Escudero)

### Remezclas
- «Flying Free (Hardcore Remix)» (5:51) (Dj Ruboy)
- «Flying Free (Romantic Remix)» (4:01) (Dj Skryker)
- «Flying Free (New Remix)» (7:28) (Dj Ruboy)
- «Flying Free (feat. Liliia Kysil)» (3:18) (DJ POTXO)